# Tomoaki Makino
Tomoaki Makino (槙野 智章 Makino Tomoaki), född 11 maj 1987 i Hiroshima prefektur, Japan, är en japansk fotbollsspelare som spelar i Urawa Red Diamonds.